# Carlo Cataldi
Carlo Napoleone Francesco Raffaele Gregorio Cataldi (Catanzaro, 12 novembre 1843 – Nicastro, 19 gennaio 1934) è stato un prefetto e politico italiano.

Primogenito di sette figli del patriota Giovanni Maria Cataldi (1812-1886) e Carolina dei baroni Scalfaro (1823-1904), nacque il 12 novembre 1843 a Catanzaro, dove venne battezzato nella chiesa di Sant’Angelo ed ebbe come suoi padrini il marchese Francesco Gagliardi e la principessa Ruffo.
Entrato nella pubblica amministrazione nel 1876 è stato prefetto di 	Agrigento (22 novembre 1900), Massa e Carrara (2 settembre 1901), Brescia (21 aprile 1904), Caserta (2 settembre 1909), Ferrara (2 gennaio 1910), Ancona (6 marzo 1910), Venezia (3 agosto 1911) e Palermo.

## Vita militare
Il padre Giovanni Maria, uno dei principali protagonisti a capo dell’insurrezione calabrese, lo volle al proprio fianco in ogni rischiosa impresa; appena diciassettenne, lo portò con sé per partecipare direttamente ai combattimenti contro i Borboni a Soveria Mannelli prima e a Caserta poi. Il 17 settembre 1860, nella casa napoletana del futuro ministro Giovanni Nicotera, venne presentato a Giuseppe Mazzini, il quale, leggendo nei suoi occhi la passione e l’ardore per la redenzione dell’Italia e riconoscendo il grande aiuto che la Calabria dava alla causa della libertà e alla riuscita del grande sogno, con ammirazione e un sorriso di benevolenza, esclamò: “Una nazione dove i padri offrono ai figli così strenui esempi ha diritto a riconquistare la propria libertà!”.
Da agosto a ottobre del 1860, Carlo, insieme al padre Giovanni Maria, è al seguito di Giuseppe Garibaldi, con il grado di sergente.

## Vita politica
Iniziò la sua carriera nel 1876 come segretario particolare del ministro Giovanni Nicotera. Nel 1882 fu nominato primo segretario del Ministero per gli Affari dell’Interno e consigliere nell’amministrazione provinciale. Nello stesso anno svolse nell’ambito della prefettura di Roma la funzione di segretario della Commissione conservatrice dei monumenti, oggetti d’arte e antichità.  
Nel 1901 divenne prefetto di Massa Carrara. Fu un periodo in cui in quella città si verificarono grosse agitazioni da parte dei lavoratori del marmo; egli stesso si trovò coinvolto in un tumulto scoppiato improvvisamente nel teatro in occasione di una serata popolare del Falstaff di Giuseppe Verdi. Alla presenza di 3000 persone, il prefetto Cataldi, come scrisse il sindaco sull’episodio nella relazione al ministro dell’interno, elogiandone il comportamento, con prontezza d’animo si erse dal palco dal quale assisteva allo spettacolo e con voce tonante e parola efficace ristabilì l’ordine e la calma.
Nel 1904, lasciando la provincia di Massa ormai calma, fu nominato prefetto a Brescia dove rimase per sei anni, durante i quali fu testimone diretto di numerosi e importanti avvenimenti: l’esposizione di agraria, industria, armi, sport, previdenza, arte; il circuito automobilistico di Brescia del 1906-1907; l’esposizione internazionale di applicazione dell’elettricità del 1909; il circuito aereo di Brescia del 1909. In questo stesso anno fu nominato prefetto di Caserta, con la speciale missione di riportare la calma e conciliare le aspre lotte che stavano dilaniando questa provincia.
Nel 1910 fu prefetto di Ancona e nel 1911 di Venezia. Durante la permanenza in quest’ultima città, partecipò a due importanti eventi: l’inaugurazione del ricostruito campanile della basilica di San Marco e la visita dell’Imperatore tedesco, Guglielmo II.
Nel 1913 la sua carriera si coronò con la nomina, da parte di Sua Maestà il Re Vittorio Emanuele III di Savoia, di senatore del Regno.

## Vita privata
Rimase legato per tutta la sua vita a Giulia Bellegatti, che conobbe a Pisa durante gli anni della prefettura a Massa Carrara. Fu sempre molto legato alla famiglia e, in seguito alla sorte avversa di cui fu vittima il fratello Emilio, morto all’età di 48 anni, abbandonò la carriera politica per dedicarsi ai tre nipoti ancora piccoli, facendo le veci di padre e di educatore. Tornò nella terra natia dove anni dopo morì, circondato dagli affetti familiari, a Nicastro il 19 gennaio 1934. In suo onore furono celebrate le esequie in forma pubblica.